# Forte de Versová
O Forte de Versová ou Forte de de Madh localiza-se na ilha homónima, no litoral noroeste de Bombaim, no estado de Maarastra, na Índia. Foi construído por forças portuguesas como uma torre de vigia anteriormente ao século XVII. Relativamente isolado na costa, próximo à praia Aksa, na foz do riacho Marve, de sua posição se descortinava uma ampla vista daquele litoral.
Foi perdido em fevereiro de 1739 durante a guerra contra o Império Marata. Atualmente os seus muros exteriores encontram-se em bom estado de conservação, embora o interior se encontre em ruínas. Está sob a administração da Força Aérea da Índia, uma vez que se localiza próximo a uma base naval daquele país, sendo necessária uma autorização para visitar o antigo forte.
Cercado por comunidades de pescadores, o antigo forte serviu como cenário para alguns filmes de Bollywood, entre os quais se destacou "Love Ke Liye Kuchh Bhi Karega" e o filme "Mard" de Manmohan Desai, de 1985, além de muitos episódios da popular série C.I.D..

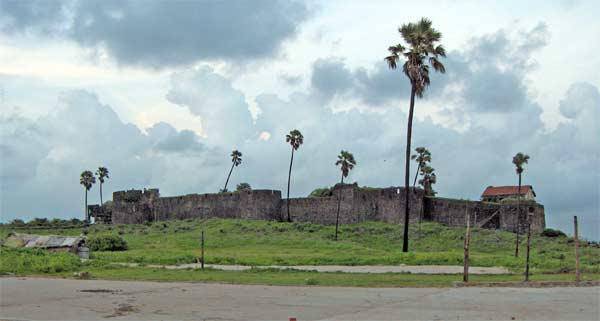
Panorâmica
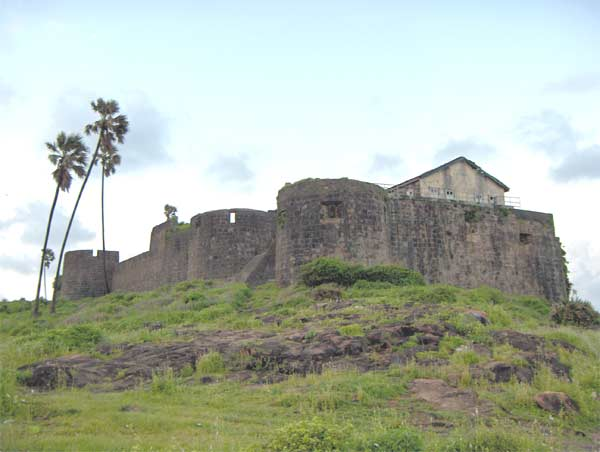
Close-up
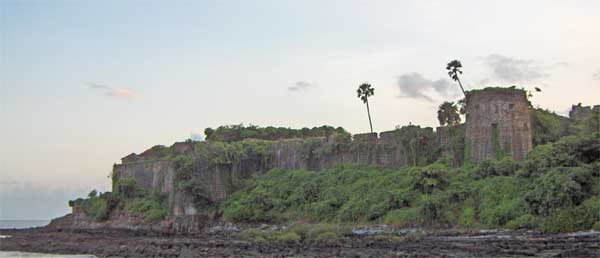
Do lado oposto